# 陳円円
陳 円円（陳圓圓、ちん えんえん、拼音:Chén Yuányuán、1623年 - 1695年）は、中国明代末期の美妓。秦淮八艶の一人。明末清初に活躍した軍閥武将呉三桂の妾（側室）。本姓は邢、諱は沅。字は畹芬。叛将呉三桂の心を奪った傾国の美女といわれ、その生涯は多くの伝説で包まれている。

## 略歴

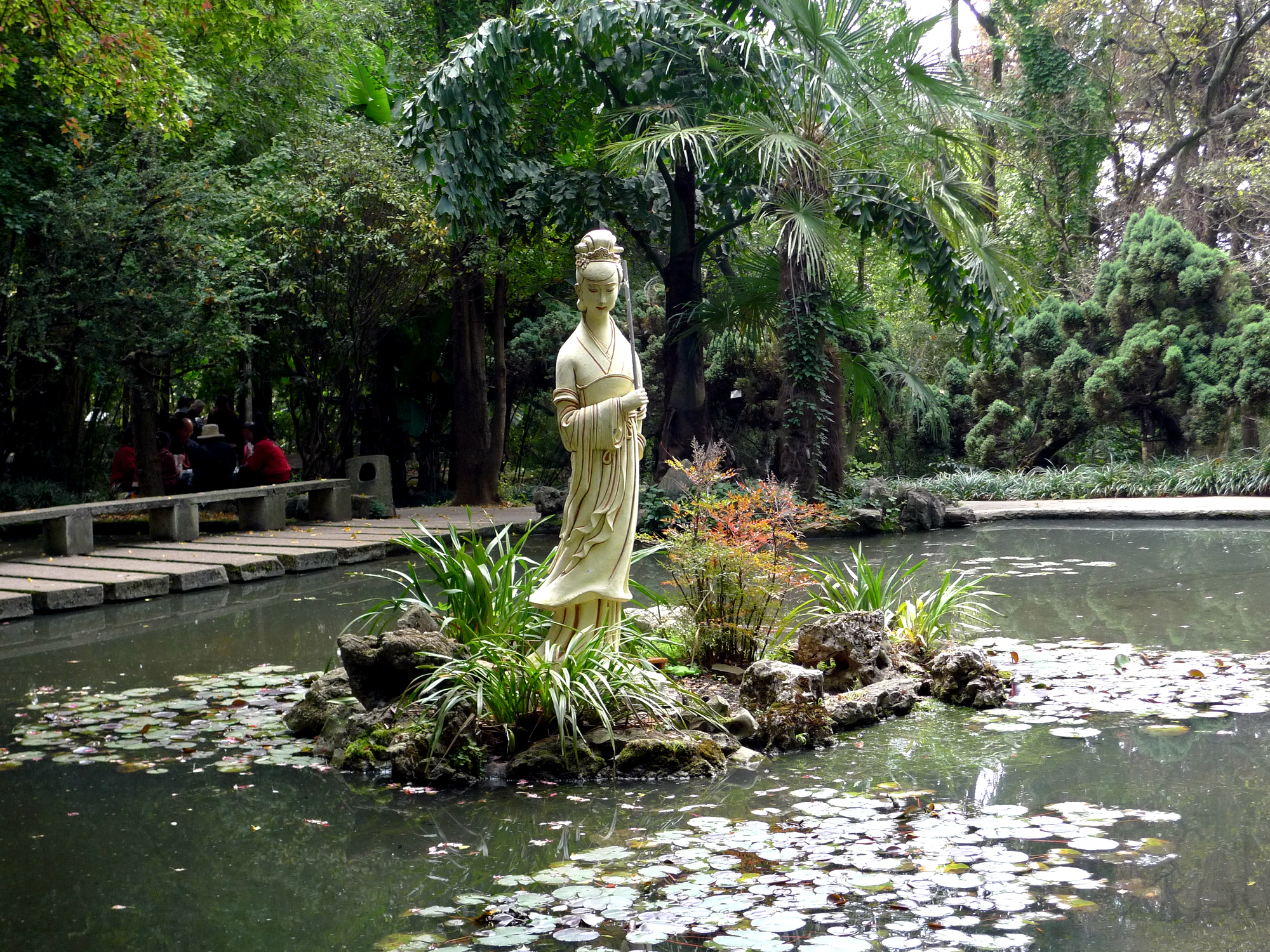
昆明市太和宮金殿にある陳円円の像

陳円円の出自や経歴は後世の巷談・俗説による粉飾が多く、確かなことはあまり分かっていない。
常州府武進県奔牛の出身で、はじめは名を邢沅といったが、母を早く亡くし、養父（母の姉妹の夫）の姓である陳姓を名乗り、人々は邢太太と称したという。歌謡に長じた絶世の美女であったといい、その美貌は「秦淮八艶」の一人とたたえられた。明末の皇帝崇禎帝の皇后周氏の父の周奎が皇帝のために金で集めた美女の中に選ばれたとも、田秀英（崇禎帝の妃の一人）の父の田弘遇が南京に遊んだ際に八百金で買われたともいう。やがて明末の混乱期に呉三桂の寵愛を受けてその妾となった（呉三桂と知り合うまでの経緯にも諸説ある）。
崇禎17年（1644年）大順皇帝を名乗った李自成が北平城を陥落させると、陳円円も李自成軍に捕らえられた。このとき呉三桂は北方から侵入しつつあった清軍への防備の要である山海関の守将としてドルゴン（順治帝の叔父）と対峙中であり、首都の危機を救うべく北平に向かいつつあったが、北平陥落を聞いて進軍を停止。李自成はしきりに呉三桂に降伏を勧めたが、陳円円が捕虜となったという報を聞くや、呉三桂は激怒して軍を戻し、山海関を開いて清軍に降り、反転して李自成軍の攻撃を開始した。詩人の呉偉業（号は梅村）はこの寝返りについて「円円曲」という七言古詩を作り、呉三桂を批判した。ドルゴン軍の先鋒として李自成軍を破り、北平を陥落させた呉三桂は、父や家族を李自成軍に殺害されながらも、陳円円を探索させ、自らの手に取り戻した。この間の功績により、呉三桂は清朝廷から平西王として雲南に封じられたため、呉三桂は陳円円を正妃にしようとしたが、円円は固辞して受けなかった。そのため呉三桂は別の女性を娶ったが、この妃が嫉妬深い性格であったため、陳円円は王府の外の別院で独居したという。
康熙12年（1673年）呉三桂が広東の尚之信・福建の耿精忠とともに反乱を起こす（三藩の乱）と、陳円円は呉三桂の下を辞去して女道士となり、寂静と改名して思州府に余生を過ごしたという。

## 小説
- 『鹿鼎記』
金庸の武俠小説。李自成と呉三桂が陳円円を巡って対立する。全8巻。徳間書店から日本語版（訳:岡崎由美、小島瑞紀）が発売されている。
- 『紅顔』（井上祐美子、講談社、1997年、ISBN 4062087928、（文庫版）中公文庫、2008年、ISBN 4122050464）
題名の「紅顔」とは、呉偉業の「円円曲」第二句において陳円円を表現した言葉である。
- 『傾国伝』（伴野朗、祥伝社）
陳円円が天草四郎の妹であるという設定で、島原の乱と明の滅亡を結びつけた歴史小説。